# Monte là-d'ssus
Ne doit pas être confondu avec Monte là-dessus !.
Série
Après lui, le déluge
(1963)
Pour plus de détails, voir Fiche technique et Distribution.
Monte là-d'ssus ou Le roi des distraits au Québec (The Absent-Minded Professor) est un film américain en noir et blanc réalisé par Robert Stevenson, sorti en 1961, basé sur la nouvelle A Situation of Gravity (1922) de Samuel W. Taylor.
Le film a donné lieu à une suite intitulée Après lui, le déluge (1963), et à deux remakes : un téléfilm de Walt Disney Television Monte là-d'ssus (1988) puis Flubber (1997), sorti au cinéma.

## Synopsis
Ned Brainard, professeur de sciences au lycée de Metfield, est un chercheur et inventeur acharné. Ses recherches pour inventer une nouvelle matière l'absorbent tellement qu'il oublie de se rendre à son propre mariage pour la troisième fois, ce qui exaspère sa fiancée Betsy Carlisle.
Après l'explosion de son laboratoire, dont il ressort indemne, il se rend compte qu'il a développé une nouvelle substance : Le plaxmol (traduit de l'anglais Flubber). Cette matière a la propriété fantastique de gagner en énergie et en mouvement au moindre contact avec une surface solide.
Ravi de son invention, Brainard va la mettre à profit afin de résoudre tous les problèmes qu'il rencontre, parmi lesquels :
- Redorer le blason de l'équipe de basketball de Metfield, dans un match « cartoonesque » où le terme « chaussures à ressorts » prend tout son sens.
- Voler dans les airs avec sa vieille voiture Ford T pour se débarrasser de son rival amoureux et reconquérir sa fiancée.
- Déjouer les plans de Alonzo P. Hawk, un industriel cherchant à voler le plaxmol pour son profit personnel, et dont le fils Biff a été recalé par Brainard à son examen de sciences.

## Fiche technique
Sauf mention contraire, les informations proviennent des sources suivantes : Dave Smith, Leonard Maltin, John West, IMDb et Allociné
- Titre original : The Absent-Minded Professor
- Titre français : Monte là-d'ssus ou Monte là-dessus[5] ou Professeur tête en l'air (Titre DVD)[4]
- Titre québécois : Le roi des distraits
- Réalisation : Robert Stevenson assisté de Robert G. Shannon, Arthur J. Vitarelli (seconde équipe)
- Scénario : Bill Walsh, d'après une histoire de Samuel W. Taylor
- Musique : George Bruns
  - Chansons : Richard M. Sherman, Robert B. Sherman (Medfield Fight Song, paroles sur le chant traditionnel Sweet Betsy from Pike)
- Direction artistique : Carroll Clark
- Décors : Hal Gausman et Emile Kuri
- Costumes : Gertrude Casey et Chuck Keehne
- Photographie : Edward Colman
- Son : Robert O. Cook (superviseur), Dean Thomas (mixage), William J. Wylie (non crédité)[6]
- Montage : Cotton Warburton
- Production : Walt Disney (non crédité)
  - Production associée : Bill Walsh
- Société de production : Walt Disney Productions
- Sociétés de distribution : Buena Vista Distribution Company (États-Unis) ; Walt Disney Productions (France)
- Budget : n/a[7]
- Pays de production :  États-Unis
- Langue originale : anglais
- Format : Noir et blanc (DeLuxe) — 35 mm — 1,75:1 — son Mono
- Genre : comédie familiale, science-fiction
- Durée : 92 minutes
- Dates de sortie[8] :
  - États-Unis : 16 mars 1961
  - France : 28 février 1962[5]
- Classification :
  - États-Unis : tous publics (G - General Audiences)
  - France : tous publics (conseillé à partir de 6 ans)[5]

## Distribution
- Fred MacMurray (VF : Claude Péran) : le professeur Ned Brainard
- Nancy Olson (VF : Claude Chantal) : Betsy Carlisle
- Keenan Wynn (VF : Jean-Henri Chambois) : Alonzo P. Hawk
- Tommy Kirk : Bill Hawk
- Ed Wynn (VF : Richard Francœur) : le chef des pompiers
- Leon Ames (VF : Maurice Pierrat) : Président Rufus Daggett
- Wally Brown (en) (VF : Pierre Michau) : Coach Elkins
- Alan Carney (VF : Pierre Morin) : le premier arbitre
- Elliott Reid (VF : Michel François) : le professeur Shelby Ashton
- Edward Andrews (VF : Yves Brainville) : le secrétaire à la défense
- David Lewis (VF : Serge Nadaud) : le général Singer
- Jack Mullaney (VF : Jean Berger) : le capitaine de l'Air Force
- Belle Montrose (VF : Henriette Marion) : Mrs. Chatsworth
- Forrest Lewis : l'officier Kelly
- James Westerfield (VF : Georges Hubert) : l'officer Hanson
- Ned Wynn : un jeune
- Gage Clarke (VF : Michel Gudin) : le révérend Bosworth
- Alan Hewitt : le général Hotchkiss
- Raymond Bailey : l'amiral Olmstead
- Wendell Holmes (VF : Jean Brunel) : le général Poynter
- Don Ross (VF : Henry Djanik) : Lenny
- Charlie Briggs (VF : Georges Hubert) : Sig
- Wally Boag : le journaliste télé
- Leon Tyler : le joueur de basketball #18
- Gordon Jones (VF : Jacques Deschamps) : l’entraineur de l'équipe rivale de basketball
- Paul Frees (VF : Jacques Deschamps) : l'officier radio de l'armée
- Harriet MacGibbon (non créditée) : une invitée de la fête

Sauf mention contraire, les informations proviennent des sources suivantes : Dave Smith, Leonard Maltin, John West et IMDb

## Sorties cinéma
Sauf mention contraire, les informations suivantes sont issues de l'Internet Movie Database.
- États-Unis : 16 mars 1961
- Brésil : 28 avril 1961
- Danemark : 1er juillet 1961
- Japon : 22 juillet 1961
- Italie : août 1961
- Allemagne de l'Ouest : 8 septembre 1961
- Autriche : 29 septembre 1961
- Suède : 2 octobre 1961
- Espagne : 9 octobre 1961
- Finlande : 10 novembre 1961
- Hong Kong : 7 décembre 1961
- Australie : 21 décembre 1961
- France : 28 février 1962

## Origine et production
L'origine du film remonte à la Seconde Guerre mondiale quand Walt Disney achète plusieurs histoires courtes publiées dans l'hebdomadaire Liberty. Bill Walsh évoque plusieurs histoires dont une sur le caoutchouc, une autre sur les voitures volantes et une troisième sur le lait. Walsh explique que pour faire valider ses scénarios il ajoutait des facettes de la personnalité de son patron dans ses personnages principaux pour forcer un peu la main à Walt Disney, comme le père dans Quelle vie de chien ! (1958) ou le professeur dans Monte là-d'ssus. Fred MacMurray et Forrest Lewis, déjà à l'affiche de Quelle vie de chien !, ont été réengagés par le studio Disney à la suite des bons résultats de ce film devenu une recette déclinée dans plusieurs productions du studio. Les acteurs sont presque tous les mêmes que dans Quelle vie de chien ! et le scénario est assez simple malgré quelques rebondissements.
D'après Didier Vanneste, le scénario du film est inspiré d'une animation présentée dans le pavillon américain de l'Exposition universelle de 1958 à Bruxelles, dans laquelle un professeur de sciences utilisait des gags visuels. Le studio Disney avait produit un film en Circle-Vision 360° intitulé America the Beautiful qui était présenté dans le même pavillon. Walt Disney se rend en personne  à Bruxelles en juillet 1958 pour y voir l'exposition et y aurait trouvé des idées d'amélioration pour le parc Disneyland mais aussi le scénario du film Monte là-d'ssus.
Selon Ward Kimball, Walt Disney appréciait les films en prise de vue réelle dans lesquels on pouvait produire des effets de dessin animé tels qu'une voiture volante ou des basketteurs bondissants. Don DaGradi a imaginé les prises de vue, depuis les angles de caméras aux axes de développement des personnages, pour la scène principale du film, le match de basket. Cette scène a failli ne jamais être tournée pour des raisons techniques et le réalisateur Robert Stevenson la jugeait inutile. Bill Walsh n'était pas d'accord et demande alors à Arthur J. Vitarelli de prendre en charge les scènes avec des effets spéciaux. Techniquement, les effets spéciaux reposent sur des câbles suspendant les acteurs ou les voitures, des miniatures, des décors peints et des procédés au montage,. Cette solution est issue du passé de Vitarelli qui était danseur sur glace dans sa jeunesse et réalisait une scène en hauteur avec un filin de sécurité. C'est en se remémorant être resté suspendu à son filin lors d'une chute de ses partenaires que l'idée lui est venue. La première solution conçue par Robert A. Mattey consiste à renforcer un pantalon en jeans avec du cuir et un harnais en métal auquel sont attachés deux câbles pour une meilleure stabilité. Selon les producteurs, l'utilisation de câbles obligeait le tournage en noir et blanc, choix reproduit avec Après lui, le déluge (1963), mais comme l'atteste Mary Poppins (1964), un tournage en couleur était possible quelques années après. L'une des scènes les plus impressionnantes au niveau technique est celle de Keenan Wynn bondissant en extérieur. Le film a donc été tourné en noir et blanc afin de pouvoir être diffusé à la télévision alors sans couleur. Le film utilise aussi la technique de la vapeur de sodium.
Pour les sauts, des trampolines et des cascadeurs sont utilisés, et pour avoir une continuité dans l'action les scènes sont tournées à différentes cadences. Vitarelli explique que l'usage des storyboards en vigueur dans le studio Disney a permis de concevoir les prises de vue de ces scènes digne de chorégraphie. La pré-production de cette scène a nécessité plus de deux mois mais seulement deux semaines à tourner. L'équipe des Rudlands est en réalité celle des Trojans d'USC tandis que des danseurs professionnels incarnent l'équipe locale de Medfield. Le même système de filins a été utilisé pour faire décoller puis voler la Ford T du professeur Brainard mais en ayant quatre câbles attachés à une plateforme suspendue à une grue. Le bruit du flubber « plop squirtle floob » a été conçu entre autres par William J. Wylie.
L'entrée du campus de Medfield College est en réalité celui du Pomona College à Claremont en Californie où d'autres scènes en extérieur du film ont été tournées. L'acteur Keenan Wynn a développé son personnage de méchant Alonzo P. Hawk dans ce film mais l'a aussi repris dans la suite Après lui, le déluge (1963) et dans Le Nouvel Amour de Coccinelle (1974).
La chanson Medfield Fight Song a été écrite par Richard M. Sherman et Robert B. Sherman, première du duo des frères Sherman pour un long métrage Disney, toutefois un téléfilm a été composé avant The Horsemasters.

## Sortie et Accueil
Avant la sortie du film, l'ensemble du studio Disney a commercialisé le film. Une affiche publicitaire montre Nancy Olson et Fred MacMurray volant dans une Ford T au-dessus des studios de Disney à Burbank. Une rediffusion de l'émission Man in Flight (1957) le 26 mars 1961 donne l'occasion au studio de présenter une partie du tournage du film. Comme c'est la tradition du studio, le film est adapté en bande dessinée dans un one-shot publié en avril 1961, avec un scénario remanié par Eric Freiwald et Robert Schaefer et des dessins de John Ushler.
Robert A. Mattey et Eustace Lycett ont été sélectionnés pour recevoir l'oscar des meilleurs effets spéciaux. Monte là-d'ssus fait partie des nombreux films scénarisés par Bill Walsh qui ont été des succès commerciaux et populaires pour le studio dans les années 1960, parmi lesquels : Quelle vie de chien ! (1959), Après lui, le déluge (1963), Mary Poppins (1964), L'Espion aux pattes de velours (1965) et Lieutenant Robinson Crusoé (1966). Le film a permis aux Studios Disney de se renflouer.
Les critiques sont assez bonnes : Time évoque « la comédie de science-fiction la plus agréable de la saison » ; le New York Times parle d'un « divertissement remarquablement bondissant. » Le magazine Variety est plus acerbe et écrit que Monte là-d'ssus est une « comédie fantastique d'une infectieuse absurdité, suite naturelle de Quelle vie de chien !. »
Le film est passé sur NBC le 11 janvier 1975 avec Hurricane Hannah, puis en deux parties en septembre 1979 dans Disney's Wonderful World, le 9 et le 16 septembre. Le film est disponible en vidéocassette à la location à partir de mars 1980 grâce à un partenariat noué avec Fotomat. Le film a été édité en cassette vidéo en noir et blanc en 1981 et en 1993 mais aussi en couleur en 1986 à la suite de la diffusion sur Disney Channel en mars, grâce à l'informatique. C'est la première colorisation d'un film Disney. Un remake en téléfilm, Monte là-d'ssus a été réalisé en 1988 avec en vedette Harry Anderson (en).

## Distinctions
Source : Internet Movie Database et Allociné

### Récompenses
1961
- Laurel Awards : Golden Laurel du meilleur divertissement général

### Nominations
1961
- Laurel Awards : meilleur acteur de comédie pour Fred MacMurray

1962
- Directors Guild of America Awards : meilleure réalisation pour un film pour Robert Stevenson
- Golden Globes : meilleur acteur dans un film musical ou une comédie pour Fred MacMurray
- Laurel Awards : top cinématographie, noir et blanc pour Edward Colman
- Oscars :
  - Meilleure photographie, noir et blanc pour Edward Colman
  - Meilleure direction artistique, noir et blanc pour Carroll Clark, Hal Gausman et Emile Kuri
  - Meilleurs effets spéciaux pour Eustace Lycett et Robert A. Mattey
- Writers Guild of America Awards : meilleure scénario de comédie américaine pour Bill Walsh

## Analyse
D'après Leonard Maltin, le film a été conçu pour faire rire le public et y parvient, en faisant non pas l'un des meilleurs films de Disney mais l'un des plus plaisants pour le public. La scène la plus marquante du film est, selon John West, celle du match de basket-ball. Pour Steven Watts, Monte là-d'ssus fait partie des comédies à budget modéré attirant le public avec de l'humour et souvent les mêmes acteurs produits après le succès de Quelle vie de chien ! (1959). Critiqué pour une caricature du colporteur juif dans Les Trois Petits Cochons (1933), le studio Disney a toutefois présenté de nombreux personnages adorables de juif typique tel que l'Oncle Albert dans Mary Poppins, le chef des pompiers dans Monte là-d'ssus (1961), le juge du concours agricole dans Après lui, le déluge (1963) ou le fabricant de jouets dans Babes in Toyland (1961) interprété par Ed Wynn.
Ce film n'est ni le premier ni le dernier de Disney à s'amuser au détriment du gouvernement, mais certains y voient un parallèle entre l'aversion du professeur Brainard et la carrière de Walt Disney. Watts écrit que Monte là-d'ssus et sa suite Après lui, le déluge présentent le gouvernement américain comme un regroupement de bouffons mesquins qui sous-estime et harcèle l'inventeur excentrique. Un pilote dans la Lune (1962) présente une variation de ce thème sur les forces militaires, le FBI et les agents secrets américains et britanniques.
Le magazine Time révèle dans son édition la recette du flubber fournie par le service des effets spéciaux : « pour une livre d'eau salée fondante, ajouter une cuillère à café de mousse de polyuréthane, une levure pour gâteau à émietter. Mélanger jusqu'à ce que soit lisse et commencer à gonfler. Versez alors dans une casserole avec une tasse de riz croustillant mélangé avec une tasse d'eau. Ajoutez la garniture de mélasse. Porter à ébullition jusqu'à ce qu'il soulève le couvercle et dise Glurp. »

## Adaptations et produits dérivés
Le film a été adapté en bande dessinée et publié dans un livre dédié, un one-shot, publié en avril 1961. L'histoire de 32 pages a été reproduite dans plusieurs publications et a même été l'objet d'un remake français sous le nom Le professeur volant publié à partir du 19 novembre 1961 dans Le Journal de Mickey avec un scénario de Pierre Fallot et des dessins de Robert Bressy.
Le studio Disney n'avait jamais envisagé la production d'une suite à l'un de ses longs métrages, sauf sous la forme de téléfilms ; cependant, le succès de Monte là-d'ssus (1961) change la donne : Une suite nommée Après lui, le déluge sort en 1963. Le personnage d'Alonzo Hawk apparaît dans la suite Après lui, le déluge (1963) mais aussi dans Le Nouvel Amour de Coccinelle (1974).
Par la suite deux remakes seront touunés :
- Le premier est un téléfilm de Walt Disney Television Monte là-d'ssus (1988)
- Le second est un film métrage nommé Flubber, sorti au cinéma en 1997.

Le film est sorti en France sur le support DVD :
- Professeur tête en l'air (DVD-9 Keep Case) sorti en 2009 et distribué par Buena Vista Home Entertainment France en version recadrée 1.33:1 4:3 recolorisé en version française et version anglaise 2.0 Dolby Digital avec présence de sous-titres français et anglais. Pas de bonus présents. La durée du film est de 92 minutes. Il s'agit d'une édition Zone 2 Pal